# Friedrich Arnold Brockhaus
Friedrich Arnold Brockhaus (Dortmund, 4 maggio 1772 – Lipsia, 20 agosto 1823) è stato un editore tedesco.
Nel 1805 fondò ad Altenburg la casa editrice Brockhaus, da cui prende nome la celeberrima enciclopedia.
Oltre all'attività enciclopedica, Brockhaus fu anche un importante editore di riviste politiche e letterarie, che lo portò più volte a scontrarsi con la censura. Nei suoi articoli, agì sia come cronista - ad esempio della battaglia di Lipsia dell'ottobre 1813 - sia come commentatore critico delle circostanze politiche dell'epoca.
Nel campo delle monografie, le sue pubblicazioni si concentrarono su opere di storia, politica e storia contemporanea e su ritratti biografici. Inoltre, nel 1818 pubblicò l'opera principale del filosofo Arthur Schopenhauer, all'epoca ancora quasi sconosciuto, e dal 1821 la Histoire de ma vie, memorie allora molto controverse dell'avventuriero veneziano Giacomo Casanova (1725-1798).
Dopo la sua morte, la casa editrice fu portata avanti dai due figli Friedrich e Heinrich

## Vita e opere

### Dortmund
Friedrich Arnold Brockhaus nacque a Dortmund nel 1772, figlio del mercante e consigliere Johann Adolf Heinrich Brockhaus (* 21 maggio 1739 a Meyerich, oggi Welver; † 26 marzo 1811). Suo padre proveniva da una famiglia di pastori della Vestfalia e fu il primo a dedicarsi a una professione commerciale piuttosto che teologica. Dopo un apprendistato ad Hamm, fondò un'attività di vendita al dettaglio a Dortmund, dove sposò nel 1767 Katharina Elisabeth Davidis (* 22 marzo 1736; † 15 agosto 1789), vedova del medico Kirchhoff. Come il fratello maggiore Gottlieb (* 4 settembre 1768; † 30 maggio 1828), che in seguito rilevò l'attività dei genitori, Friedrich Arnold dovette intraprendere una professione commerciale. Per questo motivo, su richiesta del padre, a sedici anni lasciò presto il ginnasio di Dortmund e iniziò un apprendistato commerciale presso Friedrich Christian Hoffmann a Düsseldorf. Tuttavia, questo lavoro non lo soddisfaceva, poiché Brockhaus si era appassionato alla lettura fin dalla più tenera età - in un saggio biografico pubblicato da Heinrich Eduard Brockhaus, egli stesso si definì come un "vero topo di biblioteca" - e aveva già mostrato scarso interesse per il lavoro temporaneo nell'azienda del padre. Dopo una disputa con il suo preside, Brockhaus, noto per tutta la vita per il suo temperamento veloce, interruppe il suo apprendistato a Düsseldorf e tornò a Dortmund nel 1793.
(Katrin Hillgruber, Vor 250 Jahren geboren - Friedrich Arnold Brockhaus – vom Tuch- zum Buchhändler, 2022)

#### Visita di studio a Lipsia e avvio dell'attività imprenditoriale

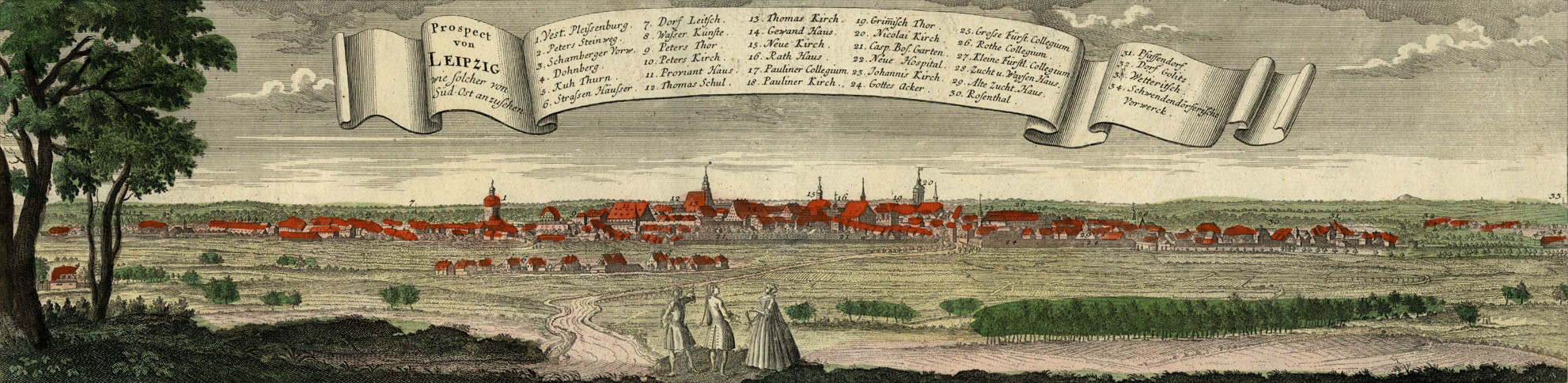
Lipsia, vista della città da sud-est

Tornato a casa, ebbe finalmente la meglio sul padre e iniziò un anno e mezzo di studi a Lipsia. Senza titoli di ammissione all'università, frequentò le lezioni come studente ospite e studiò filosofia con Ernst Platner, fisica e matematica con Carl Friedrich Hindenburg e chimica con Christian Gotthold Eschenbach (1753-1831), tra gli altri. Si familiarizzò anche con la vivace vita libresca e letteraria della città fieristica di Lipsia. Alla fine del 1794 tornò a Dortmund e il 15 settembre 1796, insieme a due soci d'affari, fondò la sua società "Brockhaus, Mallinckrodt e Hiltrop", specializzata nel commercio di manufatti inglesi, in particolare di tessuti di lana grossa. Appena tre anni dopo, l'attività era talmente solida da permettergli di sposare Sophie Wilhelmine Arnoldine Beurhaus, figlia dello stimato senatore e professore di Dortmund Johann Friedrich Beurhaus. Nello stesso anno, Brockhaus e Mallinckrodt si separarono da Hiltrop, gli pagarono la sua quota e ribattezzarono la società "Brockhaus e Mallinckrodt". Poiché i due partner commerciali convogliavano le importazioni di tessuti uniformi, particolarmente richiesti all'epoca, attraverso la Repubblica Batava, fondarono una seconda casa commerciale ad Arnhem, nei Paesi Bassi, di cui Mallinckrodt assunse la direzione.

### Disputa con Hiltrop e dipartita da Dortmund
A seguito di una controversia con il suo ex socio d'affari di Dortmund Hiltrop, Brockhaus si recò nei Paesi Bassi alla fine dell'autunno 1801. La causa di questa controversia risiedeva nel fallimento della banca londinese Bethmann nell'ottobre 1799, con la quale sia Brockhaus & Mallinckrodt che Hiltrop avevano condotto operazioni di cambio. La disputa sulle reciproche responsabilità culminò infine nella confisca del magazzino di Brockhaus & Mallinckrodt a Dortmund su istigazione di Hiltrop, che poté essere convinto a cedere solo grazie alla mediazione della moglie di Hiltrop, che era la sorella della moglie di Brockhaus. Quando, nell'estate del 1801, la controversia si riaccese e Brockhaus fu persino brevemente arrestato su istigazione di Hiltrop, fuggì da Dortmund e si trasferì ad Arnhem.

### Amsterdam

#### Nuovo inizio ad Amsterdam; crisi del 1804
Tuttavia, Brockhaus non rimase a lungo ad Arnhem. Oltre ad Amburgo, la grande metropoli commerciale di Amsterdam era la porta d'ingresso delle merci inglesi in Europa e offriva quindi a Brockhaus opportunità imprenditoriali di gran lunga superiori. Così, nell'inverno del 1801/1802 si separò da Mallinckrodt e si trasferì sull'estuario dell'Amstel. Il nuovo inizio fu in principio difficile, poiché la sua solvibilità aveva sofferto molto a causa della causa contro Hiltrop. Puruttutavia, con il sostegno del fratello Gottlieb e il capitale di alcuni emigranti francesi, Brockhaus riuscì a rientrare nel commercio delle manifatture provenienti dall'Inghilterra.

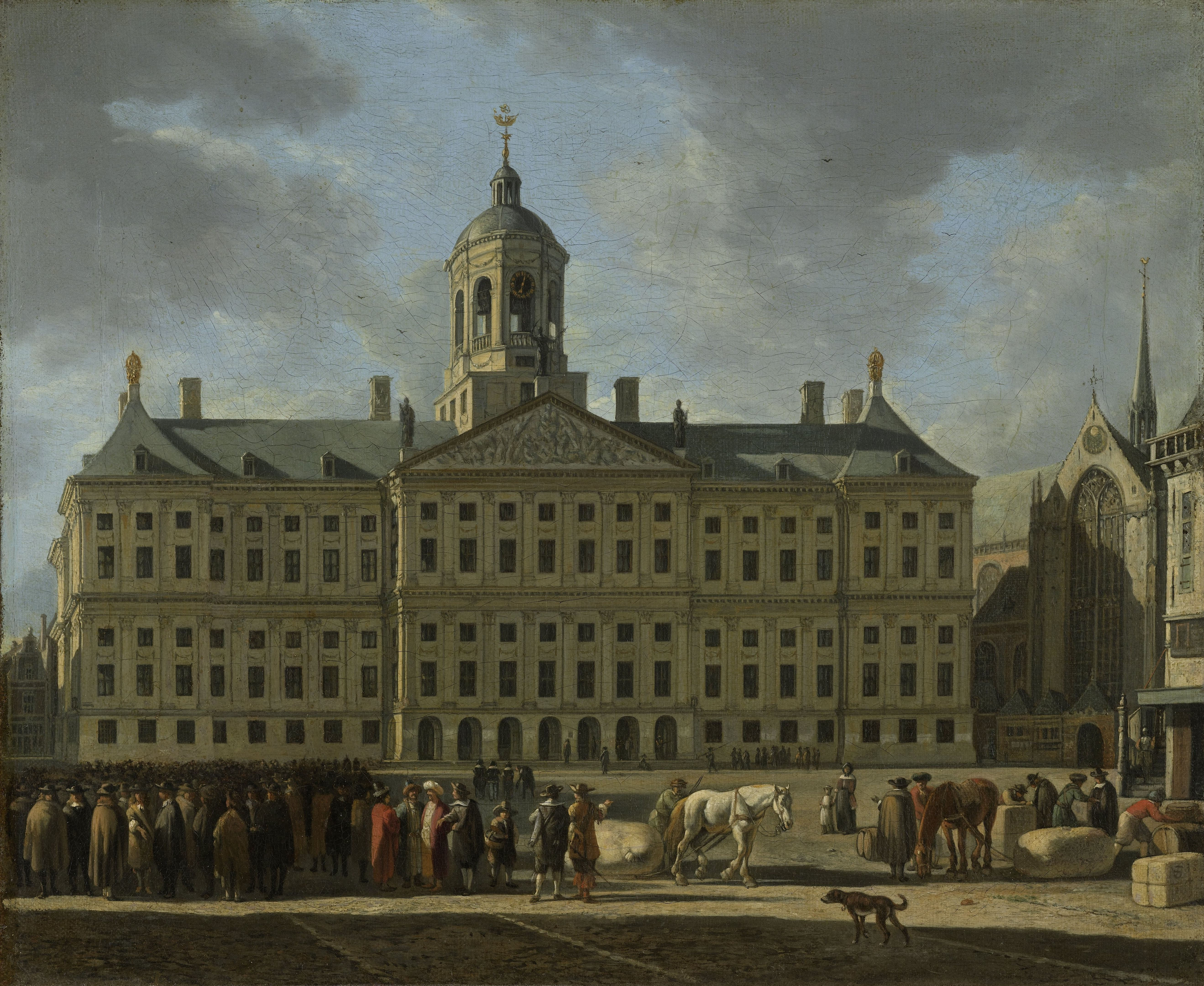
Il municipio di Amsterdam (dipinto a olio di Gerrit Adriaenszoon Berckheyde, 1672).

Evidentemente si era sbagliato dal momento che il 30 settembre 1804 scrisse al fratello una lettera di petizione:
(Heinrich Eduard Brockhaus: Friedrich Arnold Brockhaus)
In questa situazione, decise di abbandonare la sua vasta attività di vendita di prodotti inglesi e di aprire una libreria.

#### Fondazione della libreria "Rohloff & Co."
Nell'estate del 1805 i suoi piani presero lentamente forma e il 15 ottobre 1805 Brockhaus inviò la prima circolare commerciale che annunciava la fondazione della sua libreria di Amsterdam. Oggi questa data è considerata la data di fondazione della casa editrice "F. A. Brockhaus" (fino al 2009: Bibliographisches Institut & F. A. Brockhaus). Essendo straniero, a Brockhaus fu negata l'iscrizione alla corporazione dei librai di Amsterdam. Per questo motivo, gestì l'attività a nome del tipografo olandese J. G. Rohloff con la denominazione di "Rohloff und Compagnie", che ricevette un piccolo compenso. L'azienda fu quindi considerata un'impresa olandese. Solo due anni dopo, Brockhaus abbandonò del tutto il nome Rohloff e ribattezzò la sua azienda "Kunst- und Industrie-Comtoir" per, secondo la sue stesse parole, "non permettere che nell'animo del buon uomo sorgesse l'ombra dell'apprensione, che doveva avere, dato che il suo nome era necessario". L'esatta posizione assunta da Brockhaus nella fase di avvio dell'azienda non può più essere determinata con chiarezza oggi. Da un lato, in una lettera al fratello datata 26 agosto 1805, scriveva: 
Dall'altro, in una successiva lettera a Gottlieb del 25 agosto 1807, affermava di essere "l'unico proprietario" della Rohloff & Co. È certo che le sue attività di libraio ed editore occuparono negli anni più spazio delle altre attività commerciali. Le difficoltà imposte al commercio europeo dal blocco continentale di Napoleone a partire dal 1806 ebbero un ruolo non trascurabile.

#### Prima attività editoriale

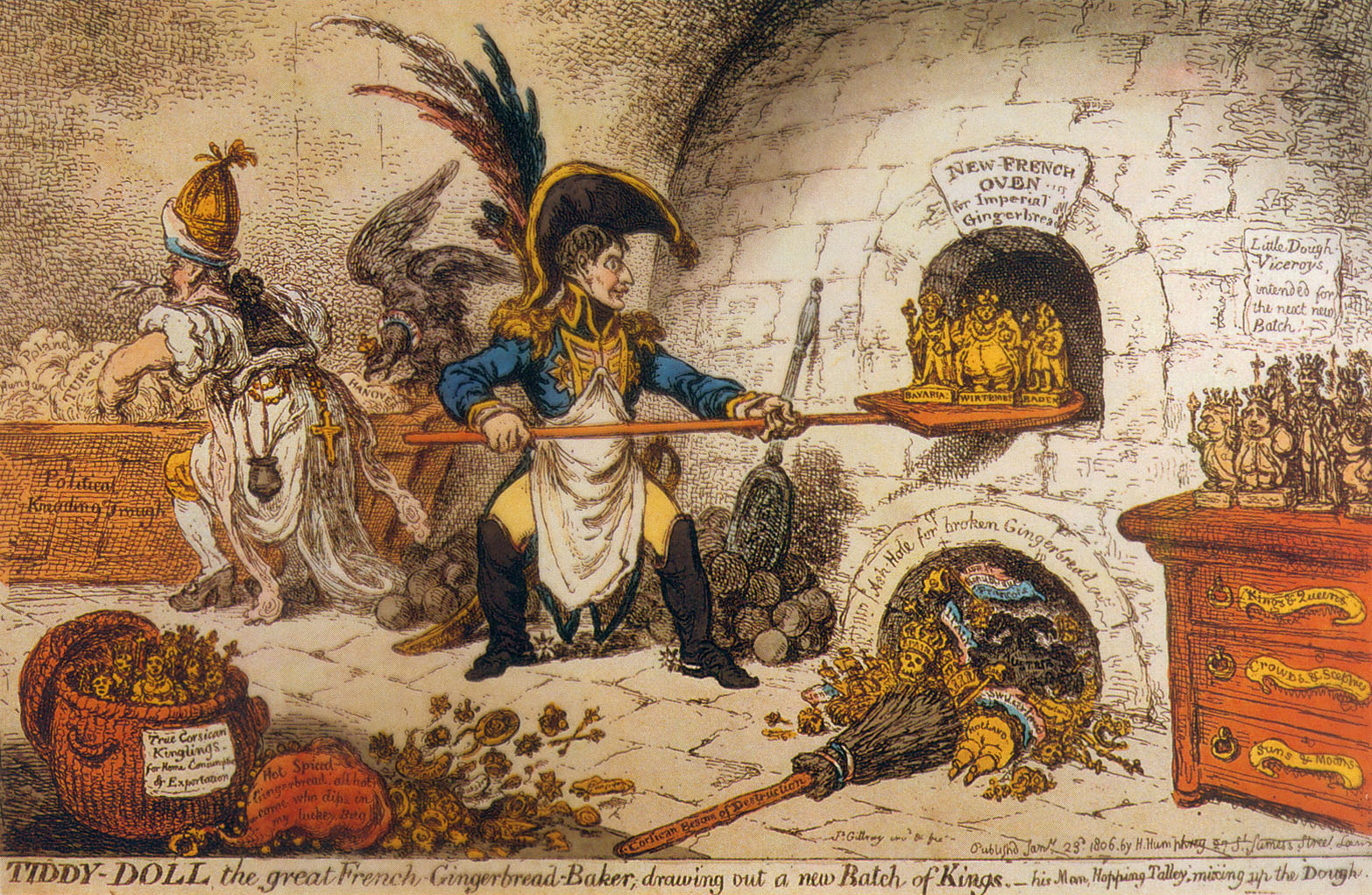
Nel 1806 la Repubblica Batava fu trasformata nel Regno d'Olanda. Sotto la reggenza del fratello di Napoleone Luigi, i Paesi Bassi furono da allora sottoposti a un maggiore controllo da parte della Repubblica francese, il che portò anche ad un inasprimento della censura. Artisti contemporanei come l'inglese James Gillray trattarono questo evento in modo ironico. Una famosa caricatura del 1806, intitolata Tiddy Doll, il grande panettiere francese, tira fuori dal forno una partita di re appena sfornati, mostra Napoleone che lavora con il suo ministro degli Esteri Talleyrand per produrre altri re fantoccio.

Oltre all'attività di libraio, Brockhaus si dedicò fin dall'inizio all'attività editoriale. In rapida successione, fondò il giornale politico e letterario in lingua olandese De Ster (in inglese: The Star), il mensile tedesco Individualitäten aus und über Paris (Individualità da e su Parigi), per il quale riuscì ad assicurarsi il suo primo autore di rilievo, Carl Friedrich Cramer, che fece un reportage dalla capitale francese, e il trimestrale di narrativa francese Le Conservateur. Tutti e tre i progetti non ebbero un grande successo. De Ster cadde vittima della censura nell'agosto 1806 in seguito all'istituzione del Regno d'Olanda, le Individualitäten dovettero essere interrotte dopo la morte di Cramer nel 1807 e il Conservateur fu pubblicato solo per un anno e mezzo, dall'inizio del 1807 al 1808.
Tra le altre attività editoriali, Cramer pubblicò opere letterarie come le traduzioni della scozzese Joanna Baillie, dell'inglese John Pinkerton e del francese Louis-Sébastien Mercier o le poesie del danese Jens Immanuel Baggesen, opere scientifiche come la Historia rei herbariae e le Institutiones medicae del medico e botanico tedesco Kurt Sprengel o l'Entozoorum sive vermium intestinalium historia naturalis di Karl Asmund Rudolphi. Nel 1807 pubblicò anche l'Itinéraire de l'Allemagne di Heinrich August Raabe, estendendo così il catalogo editoriale alla letteratura di viaggio. Con l'Historisch-militärisches Handbuch für die Kriegsgeschichte der Jahre 1792 bis 1808 (Manuale storico-militare per la storia della guerra degli anni dal 1792 al 1808) del barone Albrecht David Gabriel von Groß, nel 1808 stabilì la tradizione editoriale della militaria.

### Pubblicazione delConversations-Lexikons
Il passo più importante nella sua carriera editoriale lo compie probabilmente nell'autunno del 1808, quando si reca alla Fiera dei Librai di Lipsia: Acquistò i diritti dell'opera iniziata nel 1796 da Renatus Gotthelf Löbel con il titolo Conversationslexikon mit vorzüglicher Rücksicht auf die gegenwärtigen Zeiten e inizialmente incompiuta da Friedrich August Leupold a Lipsia per la - per gli standard dell'epoca - modesta somma di 1.800 Reichstalers.
Il fondatore dell'opera, della cui vita oggi si sa ben poco, nella prefazione al Lessico delle conversazioni si definiva il successore di Johann Hübner, sotto il cui nome era stato pubblicato il Reale Staats- und Zeitungs-Lexicon, dato alle stampe per la prima volta nel 1704. L'obiettivo di Löbel era quello di creare un "dizionario adeguato all'attuale ambito della conversazione", che rendesse giustizia allo "sforzo generale per l'educazione intellettuale, almeno all'apparenz"”, come spiegava nella prefazione al primo volume. I primi quattro volumi furono pubblicati tra il 1796 e il 1800, ma dopo la morte prematura di Löbel nel 1799, inizialmente sembrava che l'opera sarebbe rimasta incompiuta. Tuttavia, un quinto volume fu pubblicato da Johann Karl Werther a Lipsia nel 1806 e parti del sesto volume da Johann Friedrich Herzog a Lipsia nel 1808.
Il 25 ottobre 1808 Brockhaus acquistò finalmente l'enciclopedia, inizialmente incompiuta, dallo stampatore di libri e editore di giornali di Lipsia Friedrich Richter, che presumibilmente aveva stampato l'opera per conto di Herzog e ne aveva acquisito i diritti quando questi era fallito. Egli completò l'opera. Nel 1809 Brockhaus pubblicò l'opera finita con il titolo Conversations-Lexikon oder kurzgefaßtes Handwörterbuch für die in der gesellschaftlichen Unterhaltung aus den Wissenschaften und Künsten vorkommenden Gegenstände mit beständiger Rücksicht auf die Ereignisse der älteren und neueren Zeit (Conversations-Lexikon o dizionario conciso per gli argomenti che ricorrono nell'intrattenimento sociale delle scienze e delle arti con una costante considerazione degli eventi dei tempi più antichi e più recenti). Questo dizionario fu costantemente ampliato e migliorato. Fu la base della successiva Brockhaus Enzyklopädie.

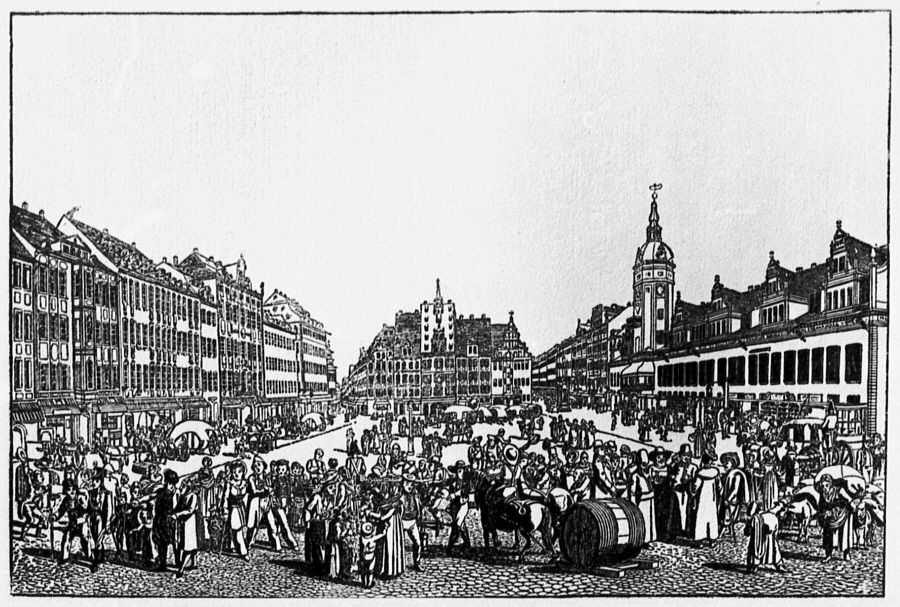
La piazza del mercato di Lipsia all'epoca della fiera (incisione su rame, 1800 ca).

Brockhaus non fu quindi assolutamente l'inventore del “Konversationslexikon”; il suo merito fu piuttosto quello di aver riconosciuto le opportunità del lessico incompiuto di Löbel e, attraverso il suo lavoro su di esso, di aver gettato le basi per il suo successivo sviluppo come "opera standard delle classi medie istruite tedesche".

### Altenburg

#### Ritorno in Germania
Sophie Brockhaus morì di influenza l'8 dicembre 1809, poco dopo aver dato alla luce il settimo figlio il 24 novembre. A questo colpo di fortuna si aggiunse, all'inizio del 1810, la ripresa del processo con il suo ex socio d'affari Hiltrop, che causò a Brockhaus una grande angoscia. Tuttavia, è più probabile che il vero fattore scatenante della sua decisione di tornare in Germania sia stato il deterioramento della situazione economica in Europa. L'incorporazione del Regno d'Olanda nell'Impero francese - anche solo per colmare le ultime lacune del blocco continentale di Napoleone - fu decisa al più tardi alla fine del 1809. I cambiamenti politici furono accompagnati da un inasprimento delle norme commerciali, che costrinsero Brockhaus a chiedere prima una licenza di importazione a Parigi per ogni suo libro stampato in Germania. Tuttavia, questo non fu l'unico fattore decisivo, poiché a partire dal novembre 1809 l'azienda si trovò sull'orlo del fallimento a causa della mancanza di capitali. In una lettera al banchiere Friedrich Christian Richter del 21 aprile 1811, lo stesso Brockhaus descrisse a posteriori la situazione dell'azienda come segue:
(Heinrich Eduard Brockhaus, Friedrich Arnold Brockhaus)
In questa situazione, nel settembre 1810 Brockhaus lasciò Amsterdam nel maggio 1810 e, dopo un breve soggiorno a Lipsia, si trasferì ad Altenburg, in Turingia, dopo aver sistemato i figli a Dortmund.

#### Il rapporto con il consigliere di Stato Spazier
Durante il suo soggiorno di quattro mesi a Lipsia, si era sviluppato un rapporto più stretto tra Brockhaus e Johanna Karoline Wilhelmine Spazier, vedova di Karl Spazier, consigliere di corte di Lipsia e redattore della Zeitung für die elegante Welt, che era morto nel 1805, cognata del poeta Jean Paul e redattrice del calendario annuale Urania, pubblicato da Brockhaus. Al più tardi all'inizio di agosto, Brockhaus stava ovviamente progettando concretamente di sposarsi. Dopo il suo arrivo ad Altenburg, il mese successivo, maturò il progetto di vendere la sua azienda di Amsterdam alla futura sposa per pagare i debiti contratti nei Paesi Bassi. Mentre era riuscito a ottenere una dilazione di pagamento da alcuni dei suoi creditori, gli altri rinunciarono al resto delle loro pretese solo in cambio di un pagamento parziale in contanti. Di conseguenza, Brockhaus fu costretto a vendere la sua attività in una transazione fittizia, per poi continuarla dieci giorni dopo con il nome di Typographisch-litterarisches Institut in Amsterdam und Leipzig (Istituto tipografico-letterario di Amsterdam e Lipsia) dopoché il contratto era stato annullato.
Tuttavia, il suo fidanzamento fu di breve durata, poiché Wilhelmine Spazier si ammalò gravemente alla fine del 1810. Da quella che inizialmente si pensava fosse un'innocua malattia febbrile, cadde in uno stato di confusione mentale che si manifestò con ripetute crisi epilettiche. Quando confessò a Brockhaus tutte le circostanze precedenti, nella convinzione che la sua morte fosse imminente, egli annullò il fidanzamento. In una lettera a Friedrich Bornträger, suo collaboratore e confidente dell'epoca, datata 21 novembre 1810, scrisse: 
(Heinrich Eduard Brockhaus, Friedrich Arnold Brockhaus, p. 201)

Alla fine di dicembre 1810, la salute della consigliera di corte era migliorata a tal punto che Brockhaus scrisse a Bornträger il 29: 
(Heinrich Eduard Brockhaus, Friedrich Arnold Brockhaus, p. 207)
All'inizio del 1811, Brockhaus la riportò finalmente a casa dei suoi genitori a Berlino. La corrispondenza scambiata tra Wilhelmine Spazier e Friedrich Arnold Brockhaus dopo questo periodo non è sopravvissuta. Poco dopo la separazione dalla consigliera di corte, Brockhaus sposò nel 1812 Jeanette von Zschock, dalla quale ebbe altri quattro figli. Tuttavia, a causa delle tensioni tra Jeanette e i figli di Brockhaus avuti dal primo matrimonio, la relazione fu difficile fin dall'inizio e il matrimonio finì con un divorzio nel 1821.

#### Attività editoriali ad Altenburg

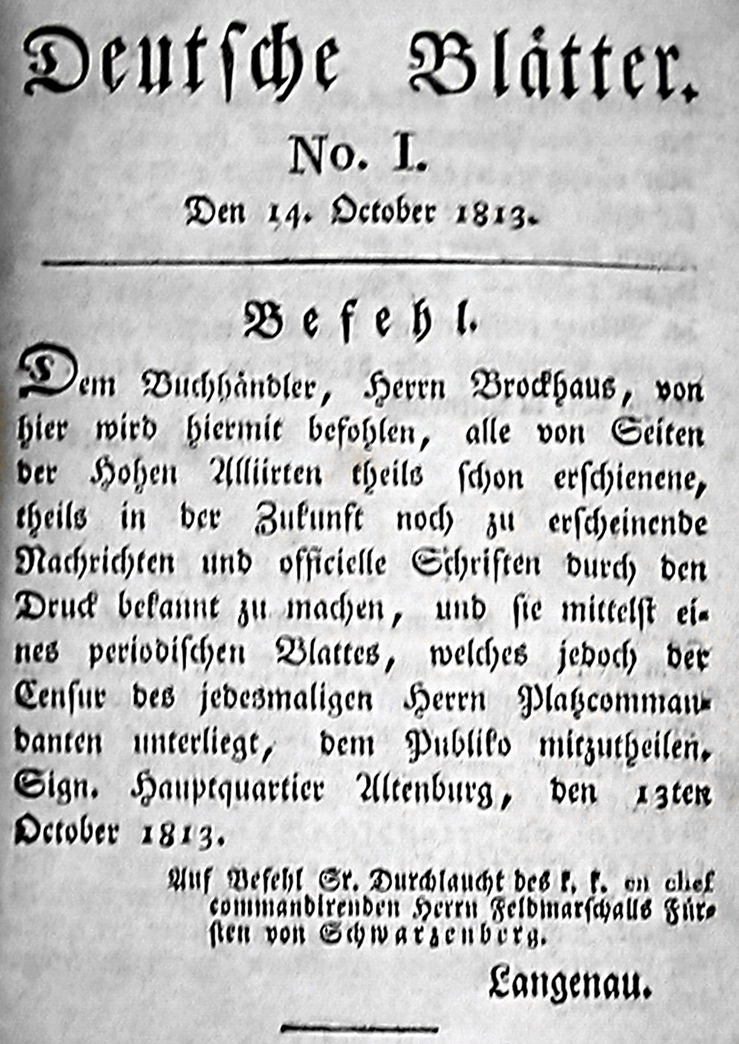
Ordine di pubblicazione di Brockhaus per ordine di Fürsten Schwarzenberg nel primo numero del Deutsche Blätter del 1813.

Dopo essersi separato dal consigliere di corte Spazier, Brockhaus stesso si occupò della pubblicazione dell'Urania, che fu uno dei tre punti focali del suo programma editoriale durante il periodo di permanenza ad Altenburg e che brillava per l'alta qualità di stampa e le minuziose illustrazioni con incisioni su rame di artisti rinomati. Si trattava di un "libro tascabile per signore", molto popolare all'epoca, che consisteva in una raccolta di prosa e poesia contemporanea e per il quale Brockhaus riuscì ad attirare autori come Jean Paul, Theodor Körner, Friedrich de la Motte Fouqué, E. T. A. Hoffmann, Gustav Schwab, Willibald Alexis, Ludwig Tieck e Eichendorff. Tuttavia, il tentativo fatto nel 1812 di far interessare Goethe al progetto fallì. Lo stesso Brockhaus apparve come scrittore nel 1822 con lo pseudonimo di "Guntram" con il racconto Die Nebenbuhlerin ihrer selbst (La rivale di se stessa), ma non ebbe molto successo. L'Urania fu interrotta a seguito della Rivoluzione di marzo del 1848, venticinque anni dopo la sua morte.
Oltre a pubblicare letteratura tedesca contemporanea, Brockhaus fu anche fortemente coinvolto nell'arena politica. Tra il 1813 e il 1816 pubblicò il Deutsche Blätter, l'organo di informazione ufficiale degli alleati nelle guerre di liberazione. Nei suoi articoli, agì sia come cronista - ad esempio della battaglia di Lipsia dell'ottobre 1813 - sia come commentatore critico delle circostanze politiche dell'epoca. Tuttavia, i suoi commenti attirarono sempre più l'attenzione della censura ed egli abbandonò definitivamente l'azienda nel 1816 a causa del calo delle vendite. Negli anni di Altenburg, tuttavia, anche altre pubblicazioni editoriali adottarono una visione critica dei turbolenti eventi politici dell'epoca. Tra il 1812 e il 1817 apparve una serie di pamphlet sulla storia della guerra, spesso diretti contro Napoleone, con autori noti come Carl von Clausewitz o Karl von Müffling che restarono nell'anonimato. Fece scalpore anche un'opera anonima dell'austriaco Josef von Hormayr sull'eroe popolare tirolese Andreas Hofer, che era apparsa per la prima volta ad Altenburg nel 1811.
Dal punto di vista finanziario, la pubblicazione dell'Handbuch der Deutschen Literatur (Manuale della letteratura tedesca) in due volumi dalla metà del XVIII secolo ai giorni nostri di Johann Samuel Ersch si era rivelata il maggior successo. L'iniziativa di scrivere quest'opera fu presa dallo stesso Brockhaus; Ersch fondò così la bibliografia scientifica tedesca. Insieme al Lessico delle conversazioni, il manuale più venduto fu il secondo pilastro dell'attività dell'editore nel periodo di Altenburg.
Brockhaus iniziò a lavorare alla seconda edizione del Conversations-Lexikon nel 1812. A quel punto, l'enciclopedia aveva già avuto una storia movimentata. Renatus Gotthelf Löbel aveva fondato l'opera e, insieme all'avvocato Christian Wilhelm Franke, aveva fondato una casa editrice a Lipsia nel febbraio 1796 appositamente per la sua pubblicazione. Dopo la morte prematura di Löbel e l'acquisizione dell'enciclopedia da parte di Brockhaus, Franke si impegnò a completare il sesto volume, che era stato pubblicato solo in parte. Brockhaus pubblicò l'opera completa ad Amsterdam nel 1809 e la fece seguire da due volumi di supplementi negli anni successivi, poiché l'enciclopedia presentava numerose lacune dovute ai lunghi tempi di produzione. Friedrich Arnold Brockhaus fu l'unico responsabile della redazione della seconda edizione del lessico, iniziata ad Altenburg nel 1811 e supportata da un numero crescente di collaboratori selezionati a partire dall'inizio del 1812. La prima revisione dell'enciclopedia fu completata nel 1818 e alla fine dello stesso anno erano stati pubblicati tutti i dieci volumi di questa seconda edizione (il decimo e ultimo volume apparve alla fine del 1818 con la data 1819). Parallelamente a questa seconda edizione, Brockhaus aveva preparato anche la terza e la quarta edizione, cosicché, al momento del trasferimento ufficiale a Lipsia, alcune parti di queste edizioni erano già disponibili con testi nuovi e riveduti.

### Lipsia

#### "F. A. Brockhaus" Leipzig
Brockhaus si era stabilito a Lipsia in modo permanente a partire dalla Pasqua del 1817. Da tempo accarezzava l'idea di aprire una propria tipografia per produrre il suo Conversations-Lexikon accanto alla sua casa editrice, già ribattezzata "F. A. Brockhau"” nel 1814, e aveva mandato il figlio maggiore Friedrich a Braunschweig per un apprendistato come stampatore di libri proprio a questo scopo. Oltre al fatto che ad Altenburg esisteva già una tipografia gestita dall'amico Johann Friedrich Pierer, furono la vicinanza della sua cerchia di conoscenti e soprattutto il fatto che Lipsia fosse all'epoca il centro del commercio librario a convincere Brockhaus a trasferirsi lì. Il 21 gennaio 1818 ottenne la cittadinanza a Lipsia e in aprile si trasferì con la famiglia in un appartamento sulla piazza del mercato locale. Solo cinque giorni dopo, aprì la sua tipografia e, a partire dal 1819, tutti i suoi libri furono pubblicati esclusivamente con il nuovo nome di Lipsia. Il Conversations-Lexikon continuò a essere il centro delle sue attività editoriali, ma si dedicò anche a vari progetti di riviste politiche e letterarie.

#### Giornalismo contemporaneo e critica letteraria

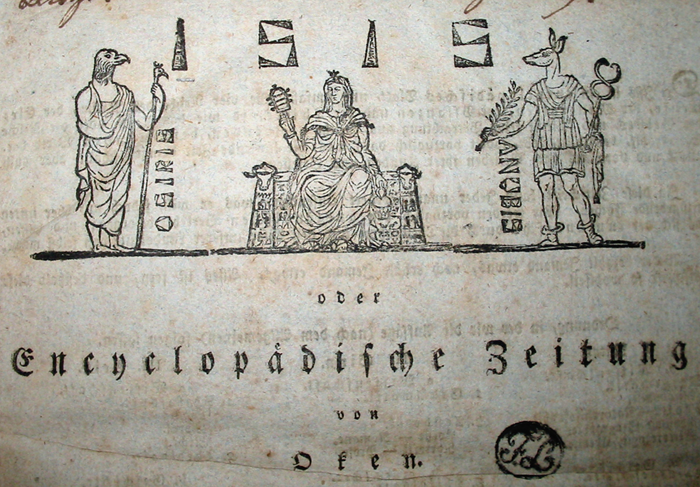
Frontespizio della rivista Isis nell'anno 1819 (particolare)

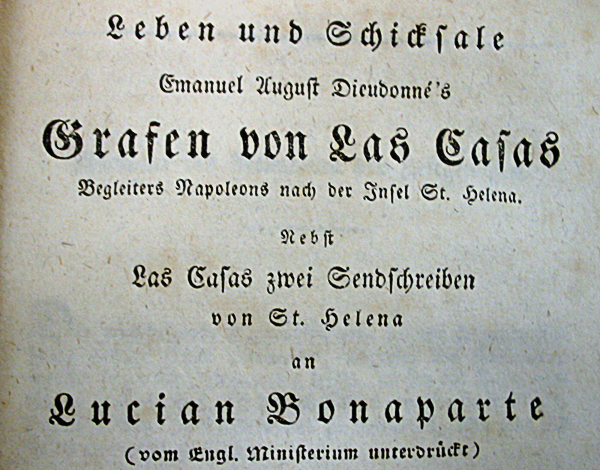
Frontespizio dell'opera Leben und Schicksale Manuel August Dieudonné's Grafen von Las Casas (La vita e il destino di Manuel August Dieudonné, conte di Las Casas) di Karl Murhard nella serie Zeitgenossen, Lipsia 1818 (particolare)

L'Isis o Encyclopädische Zeitung von Oken, pubblicata dal naturalista Lorenz Oken, era la diretta continuazione del Deutsche Blätter e, a differenza di quest'ultimo, non era destinata a trattare questioni politiche, ma si limitava esclusivamente a trattati di scienza, arte, storia e letteratura. Tuttavia, poiché Oken non si attenne al suo annuncio e inserì anche articoli politici, Isis rischiò più volte di essere bandito dalla censura. Nel 1819 Oken stesso si trovò di fronte alla decisione di cessare la pubblicazione di Isis o di dimettersi dalla cattedra. Alla fine decise di optare per quest'ultima soluzione e continuò a lavorare alla rivista senza modifiche. Solo nel 1824, un anno dopo la morte di Brockhaus, limitò gli articoli da pubblicare ai soli argomenti scientifici.
Come Isis, anche la serie editoriale Zeitgenossen. Biographien und Charakteristiken era già stata fondata nel 1816. A partire dal 1818, la serie fu pubblicata dallo stesso Brockhaus e costituì la parte più rilevante della sua attività editoriale giornalistica a Lipsia. L'opera presentava le biografie di personaggi della storia contemporanea ancora in vita o già morti, adottando così un concetto che si era già rivelato vincente in Inghilterra. Gli articoli pubblicati nelle Zeitgenossen erano scritti da autori come Karl August Varnhagen von Ense, Karl Friedrich Reinhard e August Wilhelm von Schlegel, anche se non venivano citati gli autori delle biografie di persone ancora in vita. Dopo la morte di Brockhaus, le Zeitgenossen continuarono ad uscire in stampa fino al 1841 e quindi apparvero senza interruzioni per un totale di 25 anni.
Oltre al Leipziger Kunstblatt für gebildete Kunstfreunde, che fu presto soppresso, le due riviste critico-letterarie Hermes oder kritisches Jahrbuch der Literatur (Hermes o annuario critico della letteratura) e Literarisches Wochenblatt (Settimanale letterario) ampliarono l'offerta editoriale. Hermes fu fondato in seguito all'abolizione del blocco continentale dopo la caduta di Napoleone, che rese nuovamente disponibili sul continente non solo i manufatti inglesi e le merci non europee provenienti dalle colonie inglesi, ma anche la letteratura inglese in maggiori quantità. Hermes era stato originariamente concepito da Brockhaus in questi termni:
Negli anni che intercorsero tra la sua prima pubblicazione nel 1819 e la sua interruzione nel 1831, la rivista si trasformò in un organo di revisione per le nuove pubblicazioni letterarie, tra i cui collaboratori figuravano alcuni rinomati professori tedeschi, tra cui Wilhelm Grimm, Johann Friedrich Herbart e Friedrich von Raumer. A differenza di Hermes, il Literarische Wochenblatt era concepito per l'intrattenimento e quindi si rivolgeva a un pubblico più ampio. La rivista, fondata originariamente da August von Kotzebue nel 1818, fu acquistata da Brockhaus dopo il suo assassinio nel 1819 e pubblicata sotto la propria direzione un anno dopo. Il concetto della rivista ebbe un tale successo che rimase nel programma editoriale, con titoli diversi, fino al 1898.

#### Il resto del programma editoriale
Nel campo delle monografie, la casa editrice si concentrava su opere di storia, politica e biografie, che spesso erano un sottoprodotto del Lessico delle conversazioni o di collane come le Zeitgenossen. L'opera Aus den Memoiren des Venetianers Jacob Casanova de Seingalt, oder sein Leben, wie er es zu Dux in Böhmen niederschrieben nell'arrangiamento di Wilhelm von Schütz, pubblicata nel 1821, provocò una forte reazione e fu pesantemente attaccata. Nel campo della storia, meritano una menzione speciale le lezioni di Raumer sulla storia antica (1821) e la sua Geschichte der Hohen Staufen und ihrer Zeit (Storia degli Hohen Staufen e del loro tempo) in sei volumi (1823-1825). Nel campo della filosofia, Brockhaus diede alle stampe nel 1818 Die Welt als Wille und Vorstellung (Il mondo come volontà e rappresentazione), l'opera principale di Arthur Schopenhauer, che all'epoca era ancora praticamente sconosciuto.

#### La lotta contro l'enfasi di Macklot
Dopo la fine del Sacro Romano Impero della Nazione tedesca nel 1806, il diritto d'autore fu gestito in modo differenziato nei vari territori tedeschi. Karl Erhard, proprietario della tipografia Macklot di Stoccarda, approfittò di questa situazione per ristampare il Brockhaus Conversations-Lexikon. Nel Württemberg, le ristampe erano consentite per le opere a stampa non pubblicate nel territorio dello Stato, e così nel 1816 la casa editrice Macklot annunciò un'edizione più economica dell'enciclopedia per la Germania meridionale, stampata "con il graziosissimo permesso del re del Württemberg" e destinata a "facilitare l'acquisto dell'opera ai lettori privi di mezzi". Brockhaus si recò a Stoccarda e ottenne un privilegio reale per la quarta edizione della sua enciclopedia, pubblicata tra il 1817 e il 1819, ma perse la causa contro Macklot in tutti e tre i casi.
Oltre alla disputa in tribunale, Brockhaus lottò con veemenza per proteggere i suoi interessi anche su un altro piano. All'inizio del luglio 1818, pubblicò un opuscolo al pubblico in cui denunciava la ristampa di Macklot come un furto: non solo inserì questo opuscolo in tutte le riviste della sua casa editrice e in tutti i volumi del Conversations-Lexikon, ma lo inviò anche a tutti i membri del Bundestag e alla stampa. Mentre la sua iniziativa presso il Bundestag si risolse in un nulla di fatto, la campagna su larga scala contro Macklot ebbe alla fine successo. L'opinione pubblica si schierò a favore di Brockhaus e le vendite della sua enciclopedia aumentarono notevolmente. Allo stesso tempo, la seconda edizione della ristampa di Macklot dovette essere in gran parte macerata, per cui Erhard si ritirò dal commercio librario con disappunto.

#### Gli ultimi anni

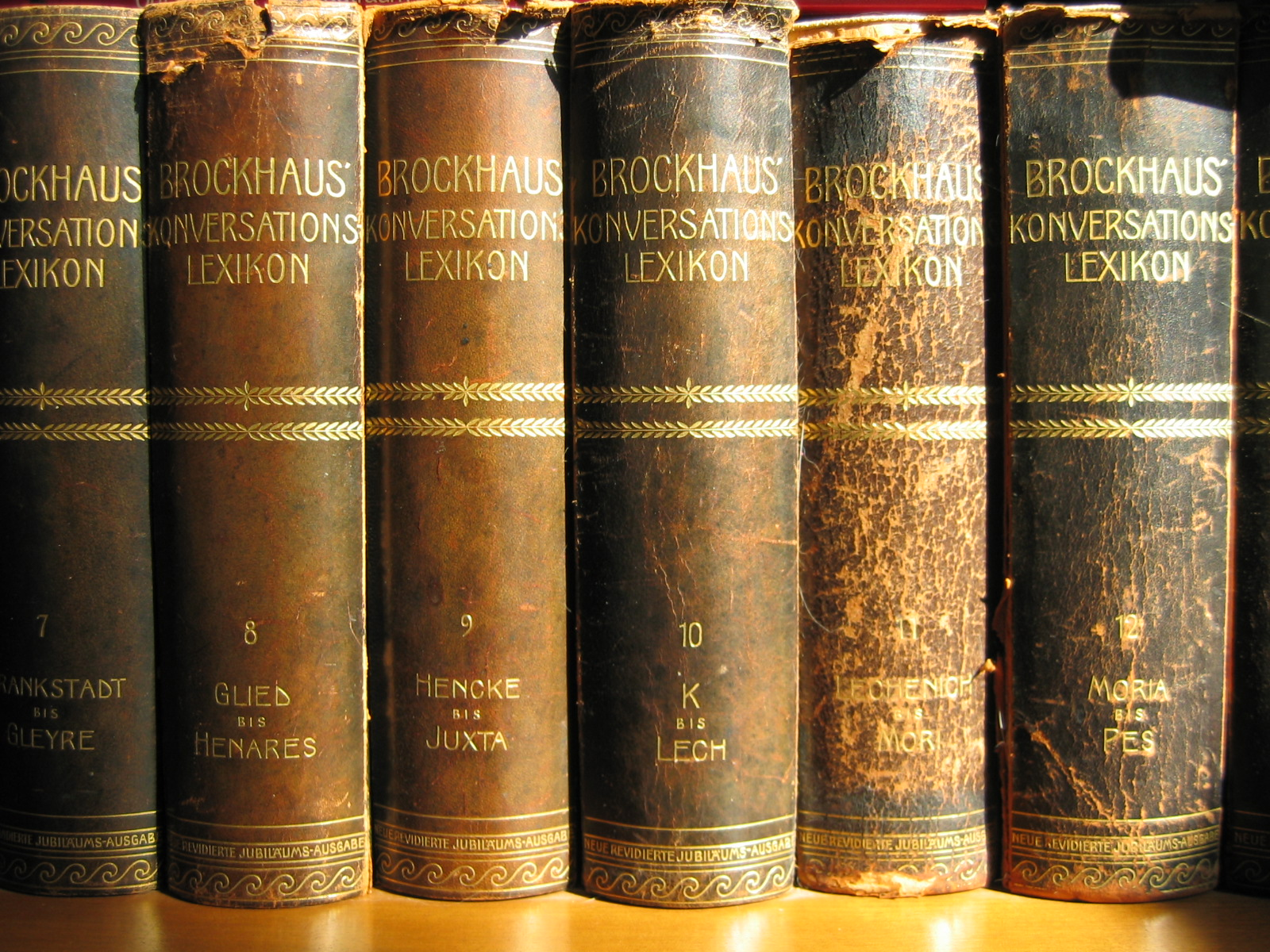
In occasione del 200º anniversario della casa editrice, nell'autunno del 2005 è stata pubblicata la 21ª edizione del Konversationslexikon, edito da Friedrich Arnold Brockhaus; ecco la 14ª nuova edizione riveduta per l'anniversario del 1908/10.

La quinta edizione del Conversations-Lexikon fu completata nell'aprile del 1820. L'opera fu venduta così tanto e bene che Brockhaus ultimò la seconda ristampa nel settembre dello stesso anno. Poiché era molto impegnato con le riviste che curava e alcuni acquirenti dell'enciclopedia si erano già lamentati della rapida obsolescenza della loro edizione, in una delle sue circolari commerciali del marzo 1819 aveva annunciato che per il momento non avrebbe proceduto a una nuova revisione nei termini di una sesta edizione. Nell'estate del 1821 fu pubblicata una terza ristampa, in gran parte invariata, della quinta edizione, la cui attualità sarebbe stata garantita da un volume supplementare previsto per gli anni successivi. Questo ampliamento fu consegnato anche a partire dal 1822 con il titolo Conversations-Lexikon über die neueste Zeit und Literatur; tuttavia, dopoché la terza ristampa della quinta edizione del Conversations-Lexikon era già esaurita nell'estate del 1822, Brockhaus decise finalmente di rivederla. La sesta edizione fu prodotta tra l'estate del 1822 e l'estate del 1823, diventando così l'ultima edizione realizzata sotto la direzione dello stesso fondatore della casa editrice, anche se Brockhaus non visse abbastanza per vederne la pubblicazione nel 1824.
Due anni prima della sua morte, Brockhaus realizzò un progetto a lungo inseguito e acquistò, nel maggio del 1821, un grande appezzamento di terreno alla periferia orientale di Lipsia, che servì sia come nuova casa sia come sede della sua attività in espansione. In seguito, altri librai e aziende collegate si stabilirono nel quartiere, creando un nuovo quartiere di librai dopo la sua morte.

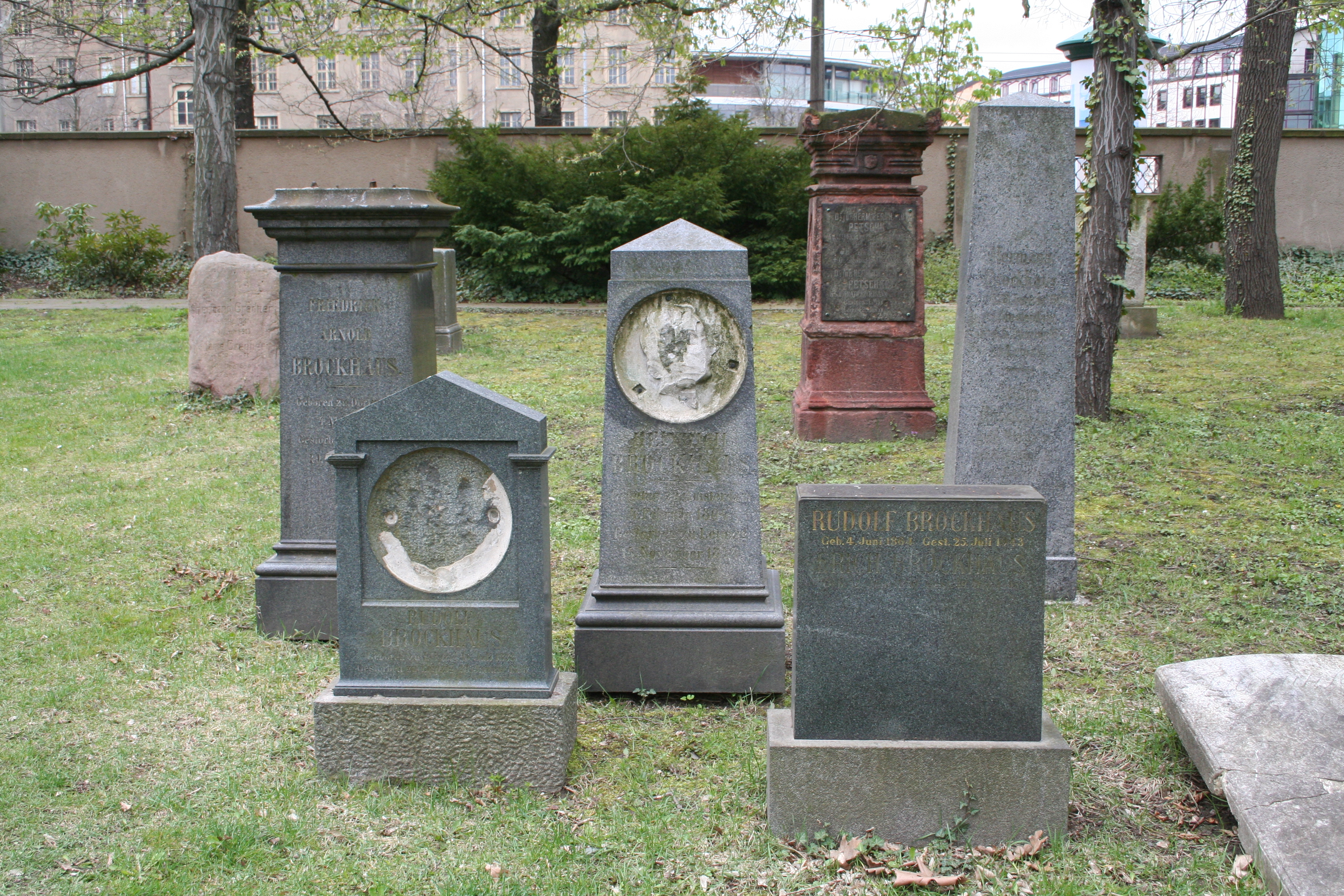
Lapidi della famiglia Brockhaus nel lapidarium del Vecchio cimitero di San Giovanni a Lipsia.

I figli lo affiancano nell'attività dalla Pasqua del 1819. Dopo aver trascorso un anno all'estero a Parigi e a Londra, Friedrich aveva assunto la direzione della tipografia nell'ottobre del 1820 ed era stato anche registrato come proprietario della nuova denominazione societaria, dopoché la causa ancora irrisolta contro il suo ex socio Hiltrop era entrata nella fase finale nell'agosto del 1819. Il secondo figlio Heinrich era già entrato in azienda all'età di quindici anni e, come il fratello maggiore, doveva partire per un anno all'estero, quando Friedrich Arnold Brockhaus si ammalò gravemente alla fine del 1822 e il viaggio fu rimandato a tempo indeterminato. Il terzo figlio, Hermann, invece, fu apprendista presso l'azienda editoriale del padre a Lipsia solo per un breve periodo nel 1821 e poi continuò gli studi di grammatica.
Brockhaus si era già sentito male e sotto attacco nell'autunno del 1822. Su consiglio del suo medico, voleva fare un viaggio a Parigi per recuperare le forze, viaggio che però non si concretizzò. A partire dall'ultima settimana di novembre, le sue condizioni peggiorarono rapidamente e il 3 dicembre fece testamento. Dopoché la sua morte era già stata falsamente riportata dai giornali, si riprese. Nel frattempo, la falsa notizia aveva suscitato reazioni diverse. Mentre la maggior parte delle voci esprimeva un profondo rammarico per la presunta perdita, Brockhaus ebbe anche isolate espressioni di gioia. Dopo la notizia della sua guarigione, molti amici lo esortarono a ridurre le sue precedenti attività, cosa che Brockhaus era deciso a fare. Tuttavia, non si avverò la previsione della poetessa Helmina von Chézy, che gli aveva scritto:
(Heinrich Eduard Brockhaus, Friedrich Arnold Brockhaus, vol. 3, p. 474)
Nel maggio del 1823, Brockhaus visitò per l'ultima volta la Fiera di Pasqua di Lipsia e alla fine di luglio la sua salute era nuovamente peggiorata. Poche settimane dopo, il 20 agosto 1823, morì all'età di 51 anni. Come se anticipasse il futuro, il figlio Heinrich scrisse nel suo diario poco dopo la morte del padre: 
(Heinrich Eduard Brockhaus, Friedrich Arnold Brockhaus, vol. 3, p. 498)
Friedrich Arnold Brockhaus fu inizialmente sepolto nel Vecchio Cimitero di St John e da lì trasferito nel campo di sepoltura della famiglia Brockhaus nella Sezione IV del Nuovo Cimitero di San Giovanni.

## Friedrich Arnold Brockhaus nel giudizio dei suoi biografi

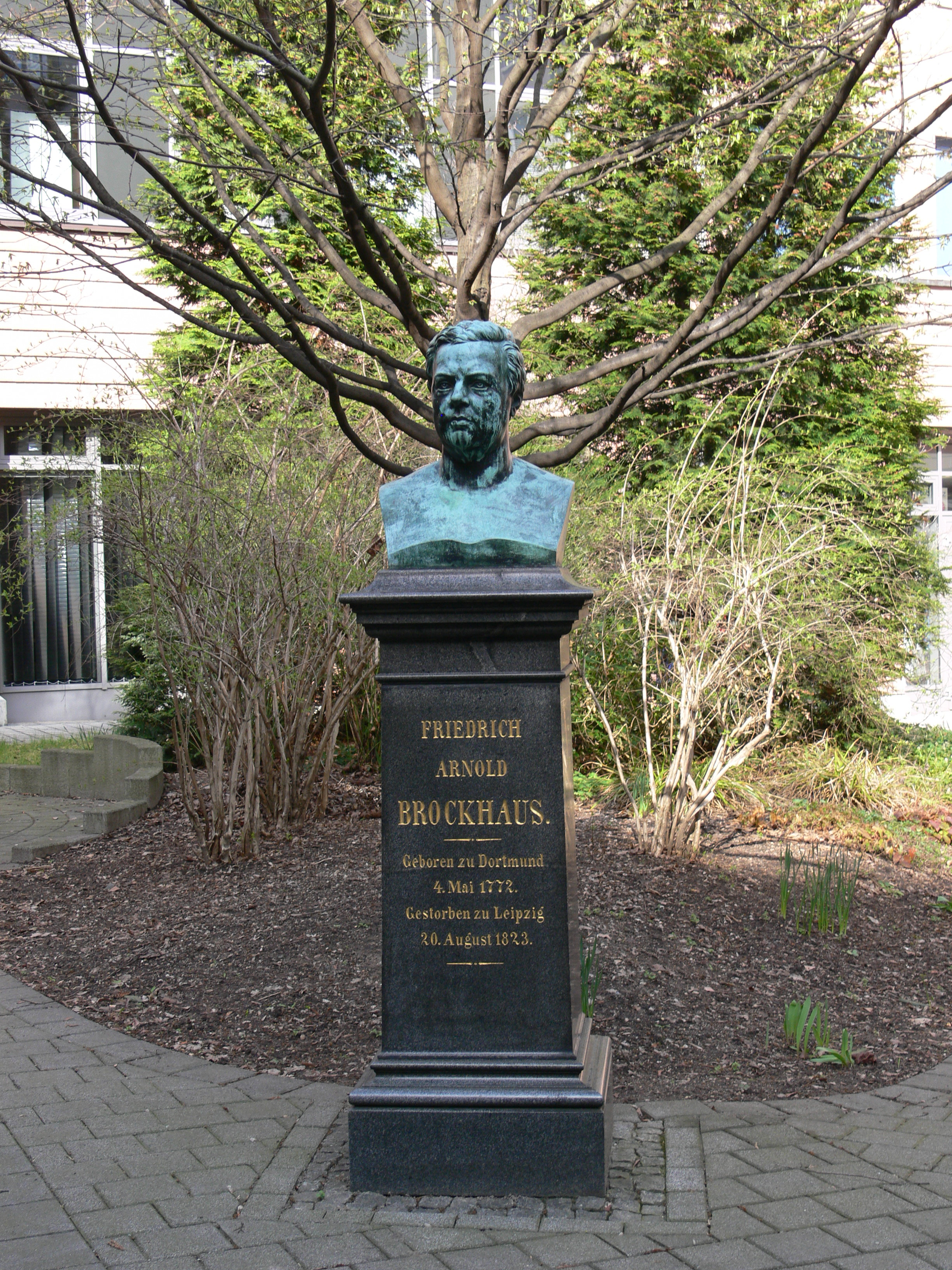
Il busto di Brockhaus nell'ex casa editrice di Lipsia.

Anche quando era ancora in vita, le opinioni su Friedrich Arnold Brockhaus erano in alcuni casi molto divergenti. Questa controversia nel giudicare la sua persona e i suoi risultati è continuata senza sosta anche dopo la sua morte. Il suo amico intimo e collaboratore di lunga data del Lessico delle conversazioni, il professore di Dresda Friedrich Christian August Hasse, lo descrisse con queste parole: 
(Friedrich Christian August Hasse, Friedrich Arnold Brockhaus. Lebensabriß, 1923)
Suo nipote Heinrich Eduard Brockhaus espresse un giudizio molto più equilibrato: 
(Heinrich Eduard Brockhaus, Friedrich Arnold Brockhaus, vol. 3, p. 104.)
Heinrich Eduard Brockhaus era un autodidatta che scrisse la biografia in tre volumi di suo nonno nel tempo libero, analizzando centinaia di lettere commerciali e private. Il suo lavoro costituisce ancora oggi la base per qualsiasi ulteriore studio su Brockhaus, semplicemente perché molti dei documenti stampati integralmente nella sua biografia, pubblicata tra il 1872 e il 1881, non sono più disponibili in originale a causa delle perdite dovute alla guerra. La pubblicazione commemorativa dell'ottobre 1905, in occasione del centenario della casa editrice, conteneva semplicemente un concentrato rivisto di questi tre volumi e non portava alla luce nuove scoperte.
Tra i ritratti più recenti, merita una menzione speciale la biografia di Gertrud Milkereit del 1983. Milkereit presenta Brockhaus come un liberaldemocratico le cui energie sono state prosciugate dall'impegno politico alla fine della sua vita. Il ritratto della sua persona è equilibrato e non nasconde le tendenze colleriche di Brockhaus né minimizza la sua spiccata litigiosità. Gli errori di valutazione in campo editoriale sono indicati come tali, ma senza perdere di vista il contributo complessivo di Brockhaus all'industria editoriale tedesca. Una selezione di opere pubblicate da Brockhaus tra il 1805 e il 1823 completa l'articolo. Al contrario, lo schizzo biografico di tredici pagine di Anja zum Hingst getta poca luce critica sulla persona di Friedrich Arnold Brockhaus. I suoi ripetuti fallimenti commerciali sono presentati come l'unica conseguenza di circostanze sfavorevoli, che Brockhaus ha ripetutamente contrastato con un "senso dello spirito del tempo", "esperienza commerciale", "gestione rigorosa" e "genialità". Con il punto di vista benevolo che traspare dalla selezione dei fatti storici presentati, il ritratto della vita rimane meno evoluto rispetto ai resoconti precedenti.

### Fonti
- Friedrich Arnold Brockhaus über den Nachdruck des Conversations-Lexikons durch Macklot (1818) (copia digitale e testo integrale elettronico nel progetto Wikisource).
- Heinrich Brockhaus: Vollständiges Verzeichnis der von der Firma F. A. Brockhaus in Leipzig seit ihrer Gründung durch Friedrich Arnold Brockhaus im Jahre 1805 bis zu dessen hundertjährigem Geburtstage im Jahre 1872 verlegten Werke, Band 1, Leipzig 1872.
- Heinrich Lüdeke von Möllendorff: Aus Tiecks Novellenzeit. Briefwechsel zwischen Ludwig Tieck und F. A. Brockhaus, Leipzig 1928.
- Ludger Lütkehaus (Hrsg.): Das Buch als Wille und Vorstellung. Arthur Schopenhauers Briefwechsel mit Friedrich Arnold Brockhaus. München 1996, ISBN 3-406-40956-3.
- Friedrich Arnold Brockhaus/Carl August Böttiger: Briefwechsel 1807-1823. Zwei Bände. Lehmstedt, Leipzig 2024, ISBN 978-3-95797-157-9.

### Approfondimenti
- Heinrich Eduard Brockhaus: Von der Begründung bis zum hundertjährigen Jubiläum 1805–1905, Faksimile der Ausgabe Leipzig 1905, mit einer Einführung von Thomas Keiderling, Mannheim 2005, ISBN 3-7653-0184-1.
- Ders.: Friedrich Arnold Brockhaus. Sein Leben und Wirken nach Briefen und anderen Aufzeichnungen geschildert, 3 Bände, Leipzig 1872–1881.
- Friedrich Christian August Hasse: Friedrich Arnold Brockhaus. Lebensabriß, in: Friedrich Arnold Brockhaus. Gedenkblätter zum hundertjährigen Todestag am 20. August 1923, Leipzig 1923.
- John Hennig: Ein unveröffentlichter Brief von K. A. Varnhagen von Ense an F. A. Brockhaus. in: Archiv für Kulturgeschichte 47, 3 (1965), S. 355–360, ISSN 0003-9233 (WC · ACNP).
- Anja zum Hingst: Die Geschichte des Großen Brockhaus: vom Conversationslexikon zur Enzyklopädie, Wiesbaden 1995, S. 78–91, ISBN 3-447-03740-7
- Arthur Hübscher: Hundertfünfzig Jahre F. A. Brockhaus 1805–1955, Wiesbaden 1955.
- Annemarie Meiner: Friedrich Arnold Brockhaus. In: Neue Deutsche Biographie (NDB). Band 2, Duncker & Humblot, Berlin 1955, ISBN 3-428-00183-4, S. 623 f. (copia digitalizzata).
- Gertrud Milkereit: Friedrich Arnold Brockhaus (1772–1823), in: Rheinisch-Westfälische Wirtschaftsbiographien, Band 11, Münster 1983, S. 5–41, ISBN 3-402-05586-4
- Otto Mühlbrecht: Brockhaus. In: Allgemeine Deutsche Biographie (ADB). Band 3, Duncker & Humblot, Leipzig 1876, S. 337–340.
- Jürgen Weiß: B. G. Teubner zum 225. Geburtstag. Adam Ries – Völkerschlacht – F. A. Brockhaus – Augustusplatz – Leipziger Zeitung – Börsenblatt, Leipzig 2009, ISBN 978-3-937219-35-6.